# Paul Schulze (Architekt)
Paul Schulze (* 1827 oder 1828 in Breslau, Provinz Schlesien; † 1897 in San Francisco, Kalifornien) war ein deutschamerikanischer Architekt.

## Leben

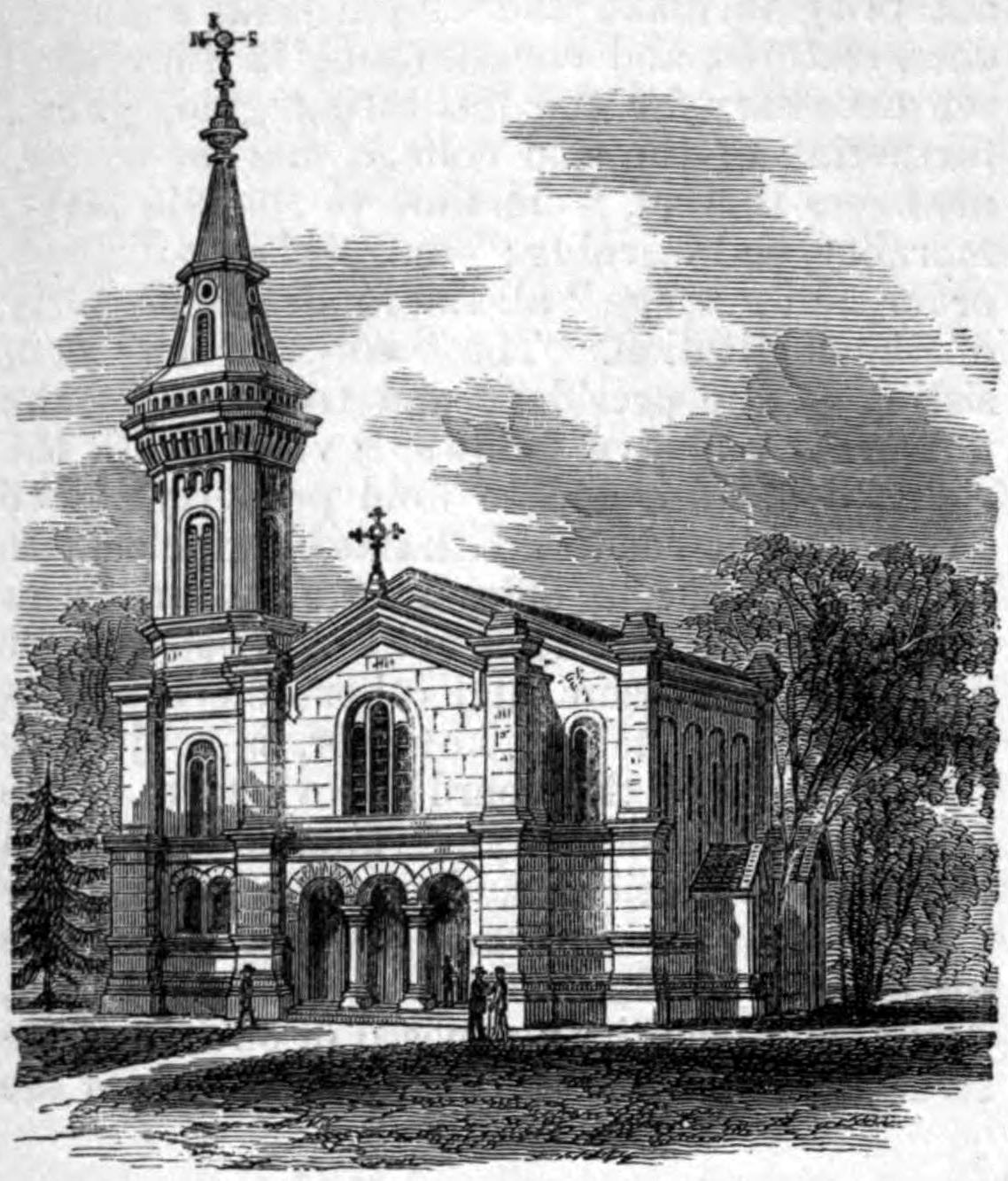
Appleton Chapel, 1856–1857, Harvard College

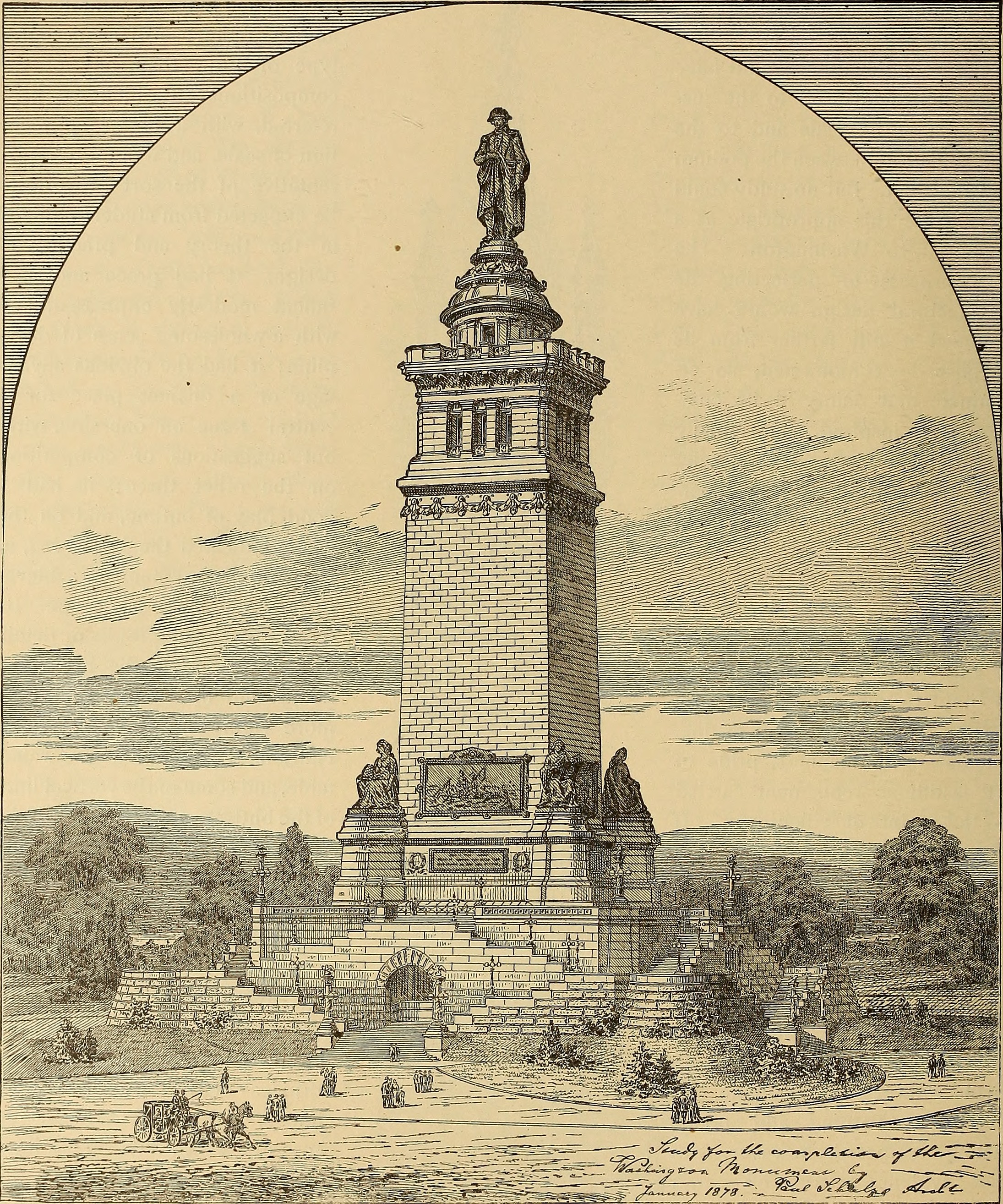
Study for the Completion of the Washington Monument, 1878

Paul Schulze wuchs in Breslau auf und erhielt eine künstlerische bzw. Architekturausbildung an der Bauakademie in Berlin und in Wien. 1849 emigrierte er in die Vereinigten Staaten. Dort ließ er sich zunächst in Boston, Massachusetts, als Architekt nieder und entwarf unter anderem Gebäude für das Harvard College in Cambridge, Massachusetts. 1858 zog er nach New York City, wo er mit Karl Gildemeister (1860), Paul F. Schoen (1866–1875) und William G. Steinmetz (1875–1876) zusammenarbeitete. 1877 ging er nach Washington, D.C. Dort war er von 1878 bis 1889 Partner des Architekten Adolf Cluss. Zusammen mit Cluss entwarf er verschiedene Regierungsbauten. Auch leitete er deren Errichtung. Mit Cluss beteiligte er sich an mehreren Architekturwettbewerben. Er entwarf im Rundbogenstil der Schinkelschule und in weiteren Stilen des Historismus. Als sich sein Partner Ende der 1880er Jahre zur Ruhe setzte, ging Schulze wieder nach New York. 
In den 1850er Jahren publizierte er Lithografien mit Entwürfen von Grabdenkmälern. In den 1870er Jahren war er Gründer und Vorsitzender des Palette Club in New York City.

## Entwürfe/Bauten (Auswahl)
- 1856–1857: Appleton Chapel, Harvard College
- 1857–1858: Boylston Hall, Harvard College
- 1877–1881: National Museum, heute Arts and Industries Building, Washington, D.C.
- 1878: Study for the Completion of the Washington Monument, Washington, D.C.
- 1879: Überplanung des Patent Office Building, Washington, D.C.
- 1885, 1891–1892: Concordia German Evangelical Church and Rectory, Washington, D.C. (mit Albert Goenner)
- 1886–1888: Army Medical Museum on the Mall, heute National Museum of Health and Medicine, Washington, D.C.
- 1885, 1891–1892: Concordia German Evangelical Church and Rectory